# Iepenknobbelmijt
Iepenknobbelmijt (Aceria campestricola) is een mijt in de familie Eriophyidae. De mijt veroorzaakt gallen op de bladeren van iepen (Ulmus-soort) en werd in 1865 beschreven door Georg Ritter von Frauenfeld.

## Kenmerken
De mijten brengen de winter door verborgen in schorsspleten en vallen in het voorjaar de bladeren aan. De gal is een klein puistje of zakje, 1-2 mm in doorsnee, op het blad of de nerven. Ze zijn bovenaan afgerond en hebben een harige opening aan de onderkant, al dan niet met een kegelvormig uitsteeksel. Gallen zijn groengeel en worden rood als ze worden blootgesteld aan de zon. Ze kunnen talrijk zijn en mijten bevatten.
Er is enige onenigheid over welke soort betrokken is bij de vorming van de gallen. Mijtpuistjes op iepen met kleine bladeren, variëren in grootte en sommige van de grote gallen hebben gesteelde kuiltjes. De kleine gallen zijn beschreven als Aceria ulmicola (Napela) en de gesteelde gallen als Aceria brevipunctata.
Er zijn gallen gevonden op de bladeren van de volgende bomen:
- Ruwe iep (Ulmus glabra),
- Hollandse iep (Ulmus x hollandica)
- Fladderiep (Ulmus laevis)
- Gladde iep (Ulmus minor)

## Voorkomen
De soort komt voor in het grootste deel van Europa en Noord-Afrika.